# Pedro Salazar Barzola
Pedro Ottón Salazar Barzola (Daule, siglo XX) es un agricultor, empresario agrícola y político ecuatoriano. Fue alcalde de Daule, desde el 2000 hasta el 2019.

## Biografía
Incursionó en la política, en las elecciones seccionales de 1996, obteniendo un edil en el Concejo Municipal de Daule.

### Alcaldía de Daule
Participó en las elecciones seccionales del 2000, para ocupar la Alcaldía de Daule, por el Partido Social Cristiano, obteniendo con éxito la alcaldía.
En su administración, se construyó la primera planta de agua potable de Daule.
En 2004, participó en las elecciones seccionales, como candidato a la reelección por el PSC, siendo reelegido.
En abril de 2016, tras el terremoto que devastó Manabí, entregó ayuda humanitaria a varios sectores afectados de la provincia.
En septiembre de 2016, afirmó que ya se estaban haciendo los estudios y el financiamiento para la construcción de un puente que una Daule con Guayaquil.
En las elecciones seccionales de 2009 resultó reelecto, bajo el binomio PSC-MDG, y de misma forma en 2014.
En diciembre de 2018, inauguró la regeneración urbana del ingreso sur a la cabecera cantonal.
El 15 de mayo de 2019, cuando Salazar dejó la alcaldía tras 19 años consecutivos, se llevó a cabo el cambio de mando para dar paso a la posesión de Wilson Cañizares, como alcalde de Daule.

### Post alcaldía
En 2020, tras la muerte de Carlos Luis Morales y la asunción de Susana González como prefecta del Guayas, el cargo de viceprefecto quedó vacante. Salazar estuvo en una terna de posibles candidatos a la viceprefectura, en la que resultó elegido José Yúnez.
Participó en las elecciones seccionales de 2023, como candidato a Concejal Municipal de Daule, por el Partido Sociedad Patriótica. Ganó pero concedió la dignidad a su compañera de fórmula, la alterna, Geovanna Naranjo, mediante carta de renuncia ante el alcalde electo, el mismo día de su investidura.

### Vida personal
Se casó con Yadira León.

## Reconocimientos
- Caballero Ilustre de la Parroquial Rural Juan Bautista Aguirre (2019).[15]